# Adalbert Probst

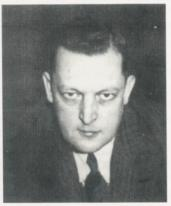
Adalbert Probst (um 1932).

Adalbert Probst (* 26. Juli 1900 in Regensburg; † 2. Juli 1934) war ein deutscher politischer Aktivist und Jugendbundführer. Probst wurde vor allem bekannt als Reichsführer der DJK und als einer der Getöteten des „Röhm-Putsches“.

## Leben und Wirken

### Frühes Leben
Adalbert Probst war der Sohn des bayerischen Armeezahlmeisters Franz Probst (1855–1922). Seine Kindheit und Jugend verbrachte er bis 1901 in Regensburg, wo der Vater als Zahlmeister dem 11. Infanterieregiment zugeteilt war, und danach in Ingolstadt, wohin der Vater in diesem Jahr als Rechnungsrat des 13. Infanterieregiments versetzt wurde.
Nach dem Schulbesuch absolvierte Probst eine kaufmännische Lehre. Ab 1917 nahm er mit der bayerischen Armee am Ersten Weltkrieg teil, in dem er an der Westfront zum Einsatz kam. Während der revolutionären Wirren, die auf die deutsche Kriegsniederlage folgten, gehörte er einem Freikorps an.

### Tätigkeit in der Weimarer Republik
In den ersten Nachkriegsjahren lebte Probst in München, Eggenfelden und Ingolstadt. Während dieser Zeit betätigte er sich in nationalistischen und republikfeindlichen Kreisen.
Einige Quellen behaupten sogar eine zeitweise Zugehörigkeit zur frühen NS-Bewegung, wofür bislang aber keine Belege vorliegen.
1921 soll Probst der in Bayern und Österreich tätigen Geheimorganisation Orka angehört haben.
1922 soll Probst dem Geheimbund Organisation Consul (OC) angehört haben, der damals eine Reihe von Attentaten auf hochgestellte Politiker durchführte. Es gibt Hinweise, dass Probst wegen der Vorbereitungen der O.C. zur Durchführung eines Anschlags auf den Reichsaußenminister Walther Rathenau in Gewissensnöte geriet und deshalb aus der O.C. ausschied: Ein Freund Rathenaus namens Gerlach berichtete zeitnah, dass Rathenau ihm 1922 erzählt habe, dass der Reichskanzler Wirth erschüttert zu ihm gekommen und ihm mitgeteilt habe, ein süddeutscher Priester sei bei ihm vorstellig geworden, um ihm mitzuteilen, dass ein junger Mann ihm im Beichtstuhl anvertraut habe, dass er zum Mord an Rathenau bestimmt worden sei. Die später aufgefundenen Aufzeichnungen Wirths bestätigen, dass 1922 ein Priester zu ihm kam und ihn über ein bevorstehendes Attentat auf Rathenau warnte. Rathenau habe aber einen verstärkten Personenschutz, den Wirth ihm daraufhin auferlegen wollte, jedoch abgelehnt. Bald darauf sei er dann tatsächlich durch einen Mordanschlag getötet worden. Wirth vermutete, dass Probst der betreffende Beichtende war und dass er, da er sich außer Stande sah, das Attentat auszuführen, von der O.C. durch einen anderen Mann als Attentäter ausgetauscht wurde.
Gesichert ist, dass Probst 1922 – angeblich wegen politischer Vergehen – über die Grenze nach Österreich floh. Über die folgenden Jahre seines Lebens ist fast nichts bekannt. Dokumentarisch belegt ist lediglich Probsts Heirat im Jahr 1925.
In der zweiten Hälfte der 1920er Jahre fand Probst zu einer tiefen Religiosität. In der Folge brach er seine Beziehungen zu nationalistischen und völkischen Organisationen ab und begann sich im Bereich des politischen Katholizismus zu engagieren.
1929 wurde Probst von Ludwig Wolker in den Dienst des Katholischen Jungmännerverbands (KJMVD) nach Düsseldorf geholt. In den folgenden Jahren stieg er zum Führer der katholischen Jugendbewegung im Rheinland auf und wurde als solcher zu einer „respektierten Figur des öffentlichen Lebens“. Daneben schrieb er für die katholischen Zeitschriften Die Wacht und Deutsche Jugendkraft.
1932 wurde Probst in der Jugendkraft zum Beauftragten (Referent) für den sogenannten „Geländesport“ ernannt, der in seiner vormilitärischen Ausrichtung umstritten war.
In einem Polizeibericht von 1932 wurden undurchsichtige angebliche Verstrickungen von Probst in Attentatspläne gegen Ernst Röhm in diesem Jahr erwähnt: Probst soll sich, so hieß es dort, „in die Umgebung Röhms eingeschlichen“ haben, angeblich in der Absicht, ein Attentat gegen Röhm zu verüben. Er sei dabei jedoch von Röhms Vertrauten misstrauisch aufgenommen und dann entlarvt worden, weshalb er bald wieder aus der Umgebung Röhm verschwunden sei, ohne als Attentäter zum Zuge gekommen zu sein.

### NS-Staat
Im Dezember 1933 wurde Probst zum Reichsführer der Deutschen Jugendkraft (DJK), des Dachverbands der katholischen Turn- und Sportvereine, berufen, womit die DJK unter dem sich abzeichnenden Konflikt mit dem NS-Staat das bisherige Präses-Führungsprinzip (priesterliche Leitungsspitze) aufgab.

### Ermordung
Probst wurde am 1. Juli 1934 während eines Aufenthaltes in Braunlage im Harz verhaftet. Er hielt sich dort auf, um den Präses Wolker zu besuchen. Bevor er abgeführt wurde, erklärte er Wolker, dass er aus dem Wald durch den das Auto, in das er verladen wurde, fahren würde, nicht lebendig herauskommen würde.
Fest steht, dass er am 1. oder 2. Juli 1934 zu Tode gebracht wurde. Zum Teil wurde später von offizieller Seite behauptet, dass er „auf der Flucht“ erschossen worden sei.
Probsts Leichnam wurde ohne Rücksicht auf den katholischen Glauben des Toten (die katholische Kirche lehnte damals die Einäscherung von Toten noch offiziell ab) kremiert. Die Asche wurde einige Tage nach seiner Tötung an seine Ehefrau übersandt, die bis dahin noch keine Kenntnis vom Tod ihres Mannes hatte.
Während einige Quellen die Männer, die Probst in Braunlage verhafteten, der Gestapo zurechnen sprechen andere davon, dass Probst von SS-Leuten festgenommen wurde.
Alvarez und Graham beschränken sich wiederum darauf, die Mörder kurz als „Agenten Heydrichs“ zu kennzeichnen.
Der Mord an Probst als einem an den politischen Machtkämpfen, die Mitte 1934 im NS-Staat tobten, „völlig Unbeteiligten“ wird in der Literatur häufig als ein Beleg für den selbst entlarvenden Charakter der Mordaktion vom 30. Juni bis 2. Juli herangezogen. Dabei wird darauf hingewiesen, dass die Nationalsozialisten bei dieser Gelegenheit auch vollkommen harmlose Leute wie Probst ermordeten, und dass diese Handlungsweise den Deutschen die Wesensart des NS-Regimes und seiner Machthaber vor Augen hätte führen müssen.
Über die Gründe für die Ermordung Probsts besteht bis heute keine volle Klarheit. Lewis wertet Probst in ihrer Studie zur Hitlerjugend als „einen der Jugendführer“, die mit der Hitlerjugend um die junge Generation rivalisiert hätten, und legt damit implizit nahe, dass Probst vom Regime als ein Konkurrent beim Kampf um die junge Generation beseitigt wurde. Probsts Mutter meinte im Gegensatz dazu, dass ihr Sohn, der Kontakte zu vielen hoch aufgestiegenen NS-Politikern unterhielt, umgebracht worden sei, weil er „zu viel wusste“.
Probsts Freund Edmund Forschbach verweist zudem darauf, dass Probst eine Rolle bei den konservativen Staatsstreichplänen des Edgar-Jung-Kreises in den Jahren 1933/1934 zugedacht war: Probst soll über seinen Freund Johannes Schauff Kontakte zu den konservativen Regimegegnern gehabt haben und in den Monaten vor der „Röhm-Affäre“ eine „Vermittlerrolle“ zwischen der Reichswehr einerseits und den St. Sebastian-Schützenbruderschaften andererseits gespielt haben. Bei einem von Mitarbeitern des damaligen konservativen Vizekanzlers in der Regierung Hitler, Papen, geschmiedeten Umsturzplänen gegen das NS-Regime soll Probst für eine wichtige Rolle ins Auge gefasst worden sein. Während der beabsichtigte Staatsstreich gegen das Regime in den meisten Teilen des Gebietes vom Militär getragen werden sollte, das der Reichspräsident als Oberbefehlshaber der Streitkräfte nach dem Willen der Putschplaner dazu veranlassen sollte, die Funktionäre der NSDAP und die Verbände der SA und SS auszuschalten, war eine derartige Tätigkeit der Armee im Rheinland nicht möglich. Dies war nämlich gemäß den Bestimmungen des Friedensvertrages von Versailles von 1919 eine demilitarisierte Zone, d. h. reguläre deutsche militärische Kräfte durften dieses nicht betreten. Ersatzweise sollten stattdessen, so die Absicht der Verschwörer in der Umgebung des Vizekanzlers, Angehörige der St. Sebastian-Schützen-Bruderschaften, die im Rheinland in großer Zahl, organisiert und bewaffnet vorhanden waren, die Aufgabe übernehmen, die SA- und SS-Verbände in dieser Region auszuschalten. Probst sollte laut Forschbach als Verbindungsmann zwischen den Verschwörern in Berlin und der Schützenbruderschaften im Rheinland fungieren, um diese auf die ihnen zugedachte Tätigkeit vorzubereiten und ihr Vorgehen gegen die SA und SS zu organisieren und anzuleiten. Außerdem habe Probst, laut Forschbach, die Übergabe von Waffen und Ausrüstung durch die Reichswehr an die St. Sebastian-Schützenvereine organisieren sollen, um diese in die Lage zu versetzen gewaltsam gegen die SA und SS einzuschreiten.

## Ehe und Familie
Am 28. September 1925 heiratete Probst in Neuhaus am Inn, einer Stadt unmittelbar an der bayrisch-österreichischen Grenze, Katharina Fischer (1904–1997).
Aus der Ehe ging ein Sohn, Franz (* 8. April 1926; † 12. Januar 1945 in der Slowakei), hervor.

## Bewertung durch die Nachwelt
Nach 1945 ist Adalbert Probst durch die katholische Amtskirche wiederholt als exemplarisches „Opfer der totalitären Gewalttätigkeit“ des NS-Regimes bemüht worden. Da der „Fall Probst“ von der katholischen Kirche in Deutschland bis 1945 offiziell als „nicht-existent“ behandelt wurde, wurde er später von ihren Kritikern wiederholt als beispielhafter Beleg für das Versagen der Kirchenführung in der Auseinandersetzung mit dem NS-System angeführt. Besonders schwer wog dabei, dass die Kirchenführung ihre Stimme nicht einmal gegen Verbrechen erhob, die an Angehörigen der katholischen Kirche begangen wurden. So monierte beispielsweise Reinhold Billstein 1979, das Schweigen der Kirche zum Fall Probst sei „ein Beispiel für das opportunistische Verhalten der katholischen Kirchenführung der Nazidiktatur gegenüber“ gewesen.